# Dasydorylas dolichostigmus
Dasydorylas dolichostigmus är en tvåvingeart som först beskrevs av Perkins 1905.  Dasydorylas dolichostigmus ingår i släktet Dasydorylas och familjen ögonflugor. Inga underarter finns listade i Catalogue of Life.